# Ren Hui
Ren Hui, née le 11 août 1983, est une patineuse de vitesse chinoise.

## Palmarès
- Jeux olympiques
  -  Médaille de bronze sur 500 m en 2006, aux Jeux olympiques d'hiver de 2006 à Turin